# Numancia de la Sagra
|  | Per a altres significats sobre Numancia, vegeu «Numància». |

Numancia de la Sagra és un municipi de la província de Toledo, a la comunitat autònoma de Castella la Manxa. Limita amb Illescas i Yeles al nord, Esquivias i Borox a l'est, Pantoja i Villaluenga de la Sagra al sud, i Yuncos a l'oest.
Anomenat originalment Azaña, va ser reanomenat el 1936, en ser capturat pel regiment franquista Numancia, per eliminar la possible associació amb el president de la República, Manuel Azaña.

## Demografia
| 1996  | 1998  | 1999  | 2000  | 2001  | 2002  | 2003  | 2004  | 2005  | 2006  |
| ----- | ----- | ----- | ----- | ----- | ----- | ----- | ----- | ----- | ----- |
| 1.917 | 2.222 | 2.402 | 2.555 | 2.778 | 2.980 | 3.211 | 3.467 | 3.697 | 3.713 |

## Administració
| Període      | Nom de l'alcalde/-essa                                       | Partit polític | Data de possessió |
| ------------ | ------------------------------------------------------------ | -------------- | ----------------- |
| 1979 - 1983  | Julián García Perales                                        | UCD            | 19/04/1979        |
| 1983 - 1987  | Carlos Fernández Rodríguez                                   | PSOE           | 28/05/1983        |
| 1987 - 1991  | Amalio Hernández García                                      | PSOE           | 30/06/1987        |
| 1991 - 1995  | Clemente Serrano Serrano                                     | PP             | 15/06/1991        |
| 1995 - 1999  | Clemente Serrano Serrano                                     | PP             | 17/06/1995        |
| 1999 - 2003  | Hilario Esteban Seseña (06/07/2000) Clemente Serrano Serrano | PSOE PP        | 03/07/1999        |
| 2003 - 2007  | Lorenzo Toribio Tapiador                                     | PSOE           | 14/06/2003        |
| 2007 - 2011  | Lorenzo Toribio Tapiador                                     | PSOE           | 16/06/2007        |
| 2011 - 2015  | n/d                                                          | n/d            | 11/06/2011        |
| 2015 - 2019  | n/d                                                          | n/d            | 13/06/2015        |
| 2019 - 2023  | n/d                                                          | n/d            | 15/06/2019        |
| Des del 2023 | n/d                                                          | n/d            | 17/06/2023        |